# 마이클 파레
마이클 파레(영어: Michael Paré 마이클 퍼레이[*], 영어 발음: /pəˈreɪ/, 1958년 10월 9일 ~ )는 미국의 배우, 셰프이다.

## 출연 작품

### 영화
- 스트리트 오브 파이어 (1984)
- 필라델피아 특명 (1984)
- 문 44 (1990)
- 미드나잇 대결전 (1991)
- 저주받은 도시 (1995)
- 배드 문 (1996)
- 사랑이 다시 올 때 (1998)
- 처녀 자살 소동 (1999)
- 레저렉션 2 (2000)
- 가고일 (2004)
- 코모도 대 코브라 (2005)
- 블러드레인 (2005)
  - 월드워2: 나치의 침공 (2011)
- 씨드 (2007)
- 포스탈 (2007)
- 100 피트 (2008)
- 어론 인 더 다크 2: 마녀 사냥꾼 (2008)
- 파 크라이 (2008)
- 램페이지: 더 테러리스트 (2009)
- 링컨 차를 타는 변호사 (2011)
- 로스트 (2012)
- 맥시멈 컨빅션 (2012)
- 월 스트리트: 분노의 복수 (2013)
- 바티칸 사제들 (2015)
- 본 토마호크 (2015)
- 다크 하우스 (2016)
- 인필트레이터: 잠입자들 (2016)
- 시티 오브 라이즈 (2018)

### 텔레비전
- 위대한 영웅 (1981-83)
- 콜드 케이스 (2004)
- 하우스 (2011)
- 레버리지 (2012)